# Ernesto Nazareth
Ernesto Júlio de Nazareth (Rio de Janeiro, 20 de março de 1863 — Rio de Janeiro, 1 de fevereiro de 1934) foi um pianista e compositor brasileiro, considerado um dos grandes nomes do maxixe, este apontado, desde os anos 1920, como um subgênero do choro.
É o patrono da cadeira de número 28 da Academia Brasileira de Música.

## Biografia
Ernesto Nazareth nasceu no então Morro do Nheco, atual Morro do Pinto, no bairro do Santo Cristo. Era filho do despachante aduaneiro Vasco Lourenço da Silva Nazareth (1838 - 1940) e de Carolina Augusta Pereira da Cunha. Sua mãe foi quem lhe apresentou ao piano e lhe ministrou as primeiras noções do instrumento. Sua mãe fazia questão de que ele ouvisse músicas do repertório clássico e romântico, e, dentre todos os compositores, Frédéric Chopin foi o que mais despertou interesse de Nazareth. Ao ouvir sua mãe tocar, frequentemente dançava e criava sua própria coreografia.
Após a precoce morte da mãe em 1874, Nazareth passou a receber lições de Eduardo Rodolfo de Andrade Madeira, amigo da família e, mais tarde, lições de Charles Lucien Lambert, um afamado professor de piano de Nova Orleans radicado no Rio de Janeiro e grande amigo de Louis Moreau Gottschalk.
Aos 14 anos, compôs sua primeira música, a polca-lundu "Você bem sabe", editada no ano seguinte pela famosa Casa Arthur Napoleão. A composição foi dedicada ao pai de Nazareth.
Com duas semanas para completar 17 anos, Nazareth fez sua primeira apresentação pública no Club Mozart, clube o qual era frequentado pelo imperador Pedro II e sua família.
Em 1879, escreveu a polca "Cruz, perigo!!".. No ano seguinte, compôs a polca "Não caio noutra!!!", seu primeiro grande sucesso, com diversas reedições. Em 1885, apresentou-se em concertos em diferentes clubes da corte. Em 1893, a Casa Vieira Machado lançou uma nova composição sua, o tango "Brejeiro", com o qual alcançou sucesso nacional e até mesmo internacional, sendo publicada em Paris e nos Estados Unidos em 1914.
Em 14 de julho de 1886, casou-se com Teodora Amália Leal de Meireles, com quem teve quatro filhos: Eulina, Diniz, Maria de Lourdes e Ernestinho.

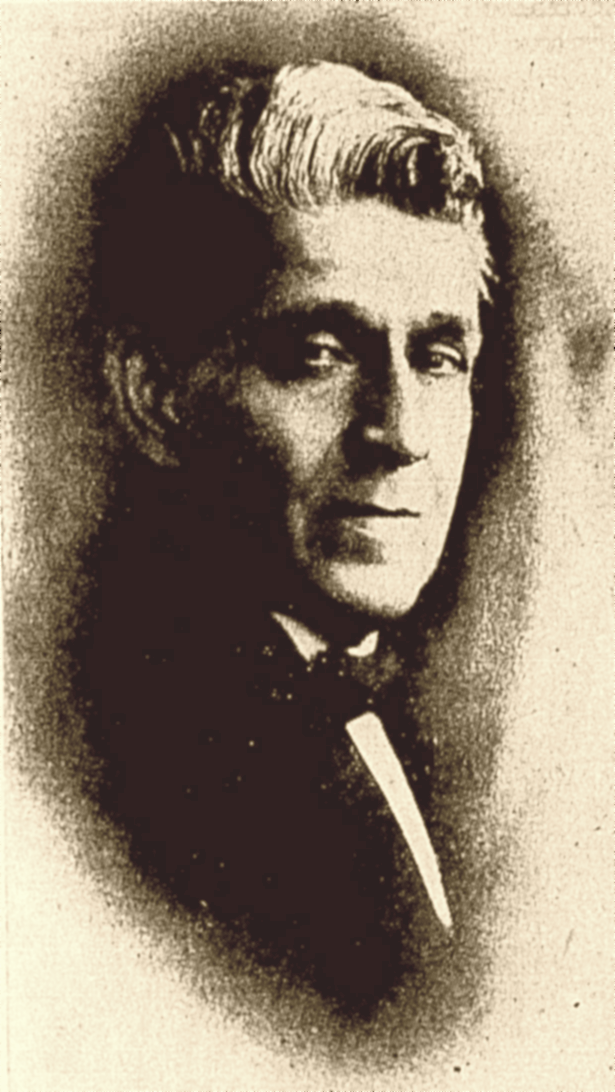

Seu primeiro concerto como pianista realizou-se em 1898. No ano seguinte, foi feita a primeira edição do tango "Turuna". Em 1902, teve sua primeira obra gravada, o tango brasileiro "Está Chumbado", pela Banda do Corpo de Bombeiros do Rio de Janeiro. Em 1904, sua composição "Brejeiro" foi gravada pelo cantor Mário Pinheiro com o título de "O sertanejo enamorado", com letra de Catulo da Paixão Cearense. Em 1908, começou a trabalhar como pianista na Casa Mozart. No ano seguinte, participou de recital realizado no Instituto Nacional de Música, interpretando a gavota "Corbeille de fleurs" e o tango característico "Batuque".
Em 1919, começou a trabalhar como pianista demonstrador da Casa Carlos Gomes à Rua Gonçalves Dias, de propriedade do também pianista e compositor Eduardo Souto, com a função de executar músicas para serem vendidas. Na época, a maneira mais comum de se tomar conhecimento das as novidades musicais era através das casas de música e seus pianistas demonstradores. Não havia rádio, os discos eram raros e o cinema, mudo. 
Em 1919, a Banda do Corpo de Bombeiros do Rio de Janeiro gravou os tangos "Sarambeque" e "Menino de ouro" e a valsa "Henriette". E, em 1920, Heitor Villa-Lobos dedicou, a ele, a peça "Choro nº 1", para violão.

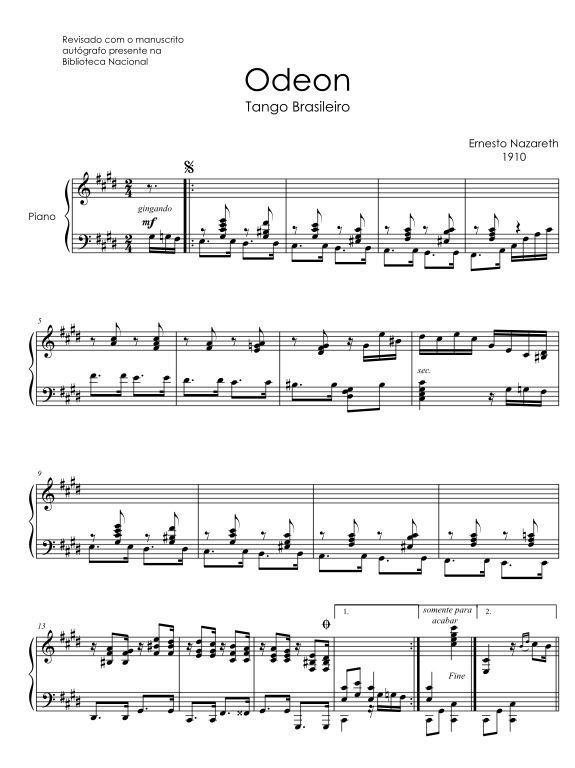
Odeon (Ernesto Nazareth) - 1a página. Partitura completa disponível em Portal Musica Brasilis.

Intérprete constante de suas próprias composições, Nazareth apresentava-se como pianista em salas de cinema, bailes, reuniões e cerimônias sociais. De 1909 a 1913 e de 1917 a 1918, trabalhou na sala de espera do antigo Cinema Odeon (anterior ao prédio moderno da Cinelândia), onde muitas personalidades ilustres iam apenas para ouvi-lo. Foi em homenagem à famosa sala de exibições que Nazareth batizou sua composição mais famosa, o tango "Odeon". No mesmo Cine Odeon, travou conhecimento entre outros com o pianista Arthur Rubinstein e com o compositor Darius Milhaud, que viveu no Brasil entre 1917 e 1918 como secretário diplomático da missão francesa.
"Seu jogo fluido, desconcertante e triste ajudou-me a compreender melhor a alma brasileira", declarou Milhaud sobre Ernesto Nazareth. Trechos de canções de Nazareth foram citadas por Milhaud em seu balé Le Boeuf sur le Toit (O Boi no Telhado) e a suíte "Saudades do Brasil".
Em 1922, foi convidado pelo compositor Luciano Gallet a participar de um recital no Instituto Nacional de Música do Rio de Janeiro, onde executou seus tangos "Brejeiro", "Nenê", "Bambino" e "Turuna". Esta iniciativa encontrou resistência, tendo sido necessária a intervenção policial para garantir a realização do concerto.
Em 1926, Nazareth embarcou para uma turnê no estado de São Paulo, que foi planejada inicialmente para durar 3 meses mas que acabou se prolongando por 11 meses, com concertos na capital, Campinas, Sorocaba e Tatuí. Tinha, então, 63 anos, e foi a primeira vez que saiu do estado do Rio de Janeiro. Foi homenageado pela Sociedade de Cultura Artística de São Paulo e tocou no Conservatório Dramático e Musical de Campinas. Apresentou-se no Teatro Municipal de São Paulo, sendo precedido por uma conferência do escritor e musicólogo Mário de Andrade sobre sua obra, na qual afirmou:
| “ | Por todos esses caracteres e excelências, a riqueza rítmica, a falta de vocalidade, a celularidade, o pianístico muito feita de execução difícil, a obra de Ernesto Nazaré se distancia da produção geral congênere. É mais artística do que a gente imagina pelo destino que teve, e deveria estar no repertório dos nossos recitalistas. Posso lhes garantir que não estou fazendo nenhuma afirmativa sentimental não. É a convicção desassombrada de quem desde muito observa a obra dele. Se alguma vez a prolixidade encomprida certos tangos, muitas das composições deste mestre de dança brasileira são criações magistrais, em que a força concéptica, a boniteza da invenção melódica, a qualidade expressiva, estão dignificadas por uma perfeição de forma e equilíbrio surpreendentes. | ” |

Em 1927, Nazareth retornou ao Rio de Janeiro.
Foi um dos primeiros artistas a tocar na Rádio Sociedade (atual Rádio MEC do Rio de Janeiro). Em 1930, concluiu sua última composição, a valsa "Resignação". No mesmo ano, gravou, ao piano, a polca "Apanhei-te, cavaquinho" e os tangos brasileiros "Escovado", "Turuna" e "Nenê", de sua autoria. Em 1932, apresentou um recital só com músicas de sua autoria em um concerto precedido por uma conferência de Gastão Penalva. Neste mesmo ano, realizou uma turnê pelo sul do país.
Vivia em uma casa no bairro de Ipanema desde 1917. Nos final dos anos 1920, seu problema de audição, resultante de uma queda que sofrera na infância, é agravado. Em 1932, foi diagnosticado como portador de sífilis e, em 1933, foi internado na Colônia Juliano Moreira, em Jacarepaguá.
No dia 1 de fevereiro de 1934, Nazareth fugiu do manicômio. Seu corpo só foi encontrado três dias depois, flutuando nas águas da represa que abastecia a Colônia. A causa de sua morte foi registrada como asfixia por submersão. Foi sepultado no Cemitério de São Francisco Xavier, no Caju, mesma região da cidade onde nascera.
Deixou 211 peças completas para piano. Suas obras mais conhecidas são: "Apanhei-te, cavaquinho", "Ameno Resedá" (polcas), "Confidências", "Coração que sente", "Expansiva", "Turbilhão de beijos" (valsas), "Odeon", "Fon-fon", "Escorregando", "Brejeiro" "Bambino" (tangos brasileiros).

## Significado da Palavra "Choro" na Época
No fim do século XIX e começo do XX, a palavra "choro" designava não um gênero, mas certos conjuntos musicais (compostos de flauta, cavaquinho e violões) que animavam festas (forrobodós) tocando polcas, lundus, habaneras e mazurcas e outros gêneros estrangeiros de uma maneira sincopada. 
O tango brasileiro foi criado pelos chorões como uma variante altamente sincopada da habanera, gênero cubano que também era chamado tango-habanera e que, na sua variante brasileira, passou a ser chamado tango brasileiro. Na sua forma de música de dança, passou a ser designado de maxixe, dança proibida ou malvista na época de Nazareth. Dava-se-lhe o nome de "Tango Brasileiro" para se esconder a relação com o maxixe dessas composições. Alguns relatos afirmam também uma diferença com relação à harmonia, sendo, a do tango brasileiro, um pouco mais complexa do que a de seu "irmão", o maxixe.

## Importância musical

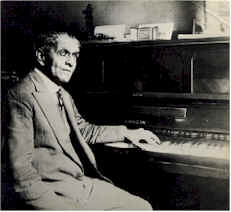
Ernesto Nazareth junto ao seu piano.

Suas composições, apesar de extremamente pianísticas, por muitas vezes retrataram o ambiente musical das serestas e choros, expressando através do instrumento a musicalidade típica do violão, da flauta, do cavaquinho, instrumental característico do choro, fazendo-o revelador da alma brasileira, ou, mais especificamente, carioca. 
A esse respeito, diz o musicólogo Mozart de Araújo: "As características da música nacional foram de tal forma fixadas por ele e de tal modo ele se identificou com o jeito brasileiro de sentir a música, que a sua obra, perdendo embora a sua funcionalidade coreográfica imediata, se revalorizou, transformando-se hoje no mais rico repositório de fórmulas e constâncias rítmico-melódicas, jamais devidas, em qualquer tempo, a qualquer compositor de sua categoria". 
Na produção musical do compositor, destacam-se numericamente os tangos (em torno de 90 peças), as valsas (cerca de 40) e as polcas (cerca de 20), destinando-se o restante a gêneros variados como mazurcas, schottisches, marchas carnavalescas etc. É sabido que o compositor rejeitava a denominação de maxixe a seus tangos, distinguindo-se daquele fundamentalmente pelo caráter pouco coreográfico e predominantemente instrumental de sua obra.
Deve-se ainda ressaltar em sua produção a influência de compositores europeus, notadamente de Chopin, compositor cuja obra se dedicou a estudar meticulosamente e cuja inspiração se reflete, sobretudo, na elaboração melódica de suas valsas.
Ernesto Nazareth ouviu os sons que vinham da rua, tocados por nossos músicos populares, e os levou para o piano, dando-lhes roupagem requintada. Sua obra se situa, assim, na fronteira do popular com o erudito, transitando à vontade pelas duas áreas. Em nada destoa se interpretada por um concertista, como Arthur Moreira Lima, ou um chorão como Jacob do Bandolim. O espírito do choro estará sempre presente, estilizado nas teclas do primeiro ou voltando às origens nas cordas do segundo. E é esse espírito, essa síntese da própria música de choro, que marca a série de seus quase cem tangos-brasileiros, à qual pertence "Odeon".
Mário de Andrade assim definiu Nazareth: "compositor brasileiro dotado de uma extraordinária originalidade, porque transita com fôlego entre a música popular e erudita, fazendo-lhe a ponte, a união, o enlace".
Em 2004, por ocasião dos 70 anos da morte do compositor, a STV em parceria com a produtora paulistana We Do Comunicação apresentou o documentário "Ernesto Nazareth", com direção de Dimas de Oliveira Junior e Felipe Harazim, refazendo a trajetória artística do compositor desde seu primeiro sucesso, "Você bem sabe", de 1877, quando tinha 14 anos. Estão presentes no documentário declarações das pianistas Eudóxia de Barros e Maria Teresa Madeira, do compositor Osvaldo Lacerda, e do biógrafo Luiz Antonio de Almeida, entre outros.
Em 2016 seu nome foi escolhido em votação popular para batizar uma nova rua na região portuária do Rio de Janeiro, o Passeio Ernesto Nazareth, inaugurado em 3 de dezembro daquele ano.
Brejeiro é uma das músicas de ambiente no jogo eletrônico Civilization VI de 2016, quando se joga com o Brasil. A versão usada no jogo foi composta e dirigida por Geoff Knorr.

## Composições
- 1922,	tango brasileiro
- A Bela Melusina, 	polca
- A flor de meus sonhos, 	quadrilha
- A florista, 	cançoneta
- A Fonte do Lambary, 	polca
- A Fonte do Suspiro, 	polca k
- Adieu, 	romance sem palavras
- Alerta!, 	polca
- Ameno Resedá, 	polca
- Andante expressivo, 	andante expressivo
- Apanhei-te, cavaquinho, 	polca
- Arreliado, 	tango brasileiro
- Arrojado, 	samba
- Arrufos,	schottisch
- Até que enfim..., 	fox-trot
- Atlântico, 	tango brasileiro
- Atrevidinha, 	polca
- Atrevido, 	tango brasileiro
- Bambino, 	tango brasileiro
- Batuque, 	tango característico
- Beija-flor, 	polca
- Beija-flor, 	tango brasileiro
- Bicyclette-club,  	tango brasileiro
- Bombom, 	polca
- Brejeira, 	valsa brasileira
- Brejeiro,	tango brasileiro
- Caçadora, 	polca
- Cacique, 	tango brasileiro
- Canção cívica, Rio de Janeiro 	hino
- Capricho, 	capricho
- Cardosina, 	valsa
- Carioca, 	tango brasileiro
- Catrapus, 	tango brasileiro
- Cavaquinho, por que choras?, 	choro brasileiro
- Celestial, 	valsa
- Chave de ouro, 	tango brasileiro
- Chile-Brasil, 	quadrilha
- Comigo é na madeira, 	samba
- Confidências, 	valsa
- Coração que sente, 	valsa
- Corbeille de fleurs, 	gavota
- Correta, 	polca
- Crê e espera, 	valsa
- Crises em penca!..., 	samba
- Cruz, perigo!!, 	polca
- Cruzeiro, 	tango brasileiro
- Cubanos, 	tango brasileiro
- Cuéra, 	polca-tango
- Cuiubinha, 	polca-lundu
- Cutuba,  	tango brasileiro
- De tarde (incompleta),	música dramática
- Delightfulness (Delícia), 	fox-trot
- Dengoso, 	maxixe
- Desengonçado, 	tango brasileiro
- Digo, 	tango característico
- Dirce, 	valsa capricho
- Divina,	valsa
- Dor secreta,  	valsa lenta
- Dora 	valsa,
- Duvidoso, 	tango brasileiro
- Elegantíssima, 	valsa capricho
- Elegia (para mão esquerda), 	elegia
- Elétrica, 	valsa rápida
- Elite-club, 	valsa brilhante
- Encantada, 	schottisch
- Encantador,  	tango brasileiro
- Eponina, 	valsa
- Escorregando, 	tango brasileiro
- Escovado, 	tango brasileiro
- Espalhafatoso, 	tango brasileiro
- Españolita, 	valsa espanhola
- Está chumbado,	tango brasileiro
- Eulina, 	polca-lundu
- Expansiva, 	valsa
- Êxtase, 	romance
- Exuberante, 	marcha carnavalesca
- Faceira, 	valsa
- Famoso, 	tango brasileiro
- Fantástica, 	valsa brilhante moderna
- Favorito, 	tango brasileiro
- Feitiço, 	tango brasileiro
- Feitiço não mata, 	chorinho carioca
- Ferramenta, 	fado português
- Fidalga, 	valsa
- Floraux, 	tango brasileiro
- Fon-fon!, 	tango brasileiro
- Fora dos eixos, 	tango carnavalesco
- Fraternidade (incompleta), 	hino infantil
- Furinga,  	tango brasileiro
- Garoto, 	tango brasileiro
- Gaúcho,	tango brasileiro
- Gemendo, rindo e pulando, 	tango brasileiro
- Genial,  	valsa
- Gentes! O imposto pegou?, 	polca
- Gentil,  	schottisch
- Gotas de ouro, 	valsa
- Gracietta, 	polca
- Guerreiro,  	tango brasileiro
- Helena,  	valsa
- Henriette, 	valsa
- Hino ao Sr. Prefeito Alaor Prata, 	hino
- Hino da cultura de afeto às nações, 	hino
- Hino da escola Bernardo de Vasconcellos, 	hino
- Hino da escola Esther Pedreira de Mello, 	hino
- Hino da escola Floriano Peixoto, 	hino
- Hino da escola Pedro II, 	hino
- Ideal, 	tango brasileiro
- If I am not mistaken, 	fox-trot
- Improviso, 	estudo para concerto
- Insuperável, 	tango brasileiro
- Ipanema,  	marcha brasileira
- Iris, 	valsa
- Jacaré, 	tango carnavalesco
- Jangadeiro, 	tango brasileiro
- Janota, 	choro brasileiro
- Julieta, 	valsa
- Julieta, 	quadrilha
- Julita, 	valsa
- Labirinto, 	tango brasileiro
- Laço azul, 	valsa
- Lamentos, 	meditação sentimental
- Magnífico,  	tango brasileiro
- Mágoas, 	meditação
- Maly, 	tango brasileiro
- Mandinga,  	tango brasileiro
- Marcha fúnebre,  	marcha fúnebre
- Marcha heroica aos 18 do forte,  	marcha heróica
- Mariazinha sentada na pedra!..., 	samba carnavalesco
- Marietta,  	polca
- Matuto,  	tango brasileiro
- Meigo,  	tango brasileiro
- Menino de ouro,  	tango brasileiro
- Mercêdes, 	mazurca de expressão
- Mesquitinha, 	tango característico
- Myosótis,  	tango brasileiro
- Não caio noutra!!!,  	polca
- Não me fujas assim,  	polca
- Nazareth,  	polca
- Nenê,  	tango brasileiro
- No jardim, 	marcha infantil
- Noêmia,  	valsa
- Noturno, 	noturno
- Nove de julho, 	tango argentino
- Nove de maio, 	fox-trot
- O alvorecer, 	tango de salão
- O futurista,  	tango brasileiro
- O nome dela, 	polca
- O nome dela,  	grande valsa brilhante
- O que há?, 	tango brasileiro
- Odeon, 	tango brasileiro
- Onze de maio, 	quadrilha
- Orminda, 	valsa
- Os teus olhos cativam,  	polca
- Ouro sobre azul,  	tango brasileiro
- Pairando, 	tango brasileiro
- Paraíso, 	tango estilo milonga
- Pássaros em festa,  	valsa lenta
- Pauliceia, como és formosa!..., 	tango brasileiro
- Perigoso,  	tango brasileiro
- Pierrot, 	tango brasileiro
- Pinguim, 	tango brasileiro
- Pipoca, 	polca
- Plangente, 	tango brasileiro (com estilo habanera)
- Podia ser pior  	tango brasileiro
- Polca (para mão esquerda) 	polca-tango
- Polonesa 	polonesa
- Por que sofre?..., 	tango meditativo
- Primorosa,  	valsa
- Proeminente,  	tango brasileiro
- Pyrilampo, 	tango brasileiro
- Quebra-cabeças, 	tango brasileiro
- Quebradinha,  	polca
- Ramirinho, 	tango brasileiro
- Ranzinza,  	tango brasileiro
- Rayon d'or, 	polca-tango
- Reboliço,  	tango brasileiro
- Recordações do passado,  	valsa
- Remando,  	tango brasileiro
- Resignação,  	valsa lenta
- Retumbante, 	tango brasileiro
- Rosa Maria, 	valsa lenta
- Sagaz, 	tango brasileiro
- Sarambeque, 	tango brasileiro
- Saudação ao Dr. Carneiro Leão, 	hino
- Saudade,  	valsa
- Saudade dos pagos, 	canção
- Saudades e saudades..!!, 	marcha
- Segredo,  	tango brasileiro
- Segredos da infância, 	valsa
- Sentimentos d'alma, 	valsa
- Soberano, 	tango brasileiro
- Suculento,  	samba brasileiro
- Sustenta a... nota..., 	tango brasileiro
- Sutil,  	tango brasileiro
- Talismã, 	tango brasileiro
- Tango-habanera, 	tango-habanera
- Tenebroso, 	tango brasileiro
- Thierry, 	tango brasileiro
- Topázio líquido,  	tango brasileiro
- Travesso,  	tango brasileiro
- Tudo sobe!..., 	tango carnavalesco
- Tupynambá, 	tango brasileiro
- Turbilhão de beijos, 	valsa lenta
- Turuna,  	grande tango característico
- Vem cá, branquinha,  	tango brasileiro
- Vésper, 	valsa
- Vitória, 	marcha
- Vitorioso,  	tango brasileiro
- Você bem sabe, 	polca-lundu
- Xangô, 	tango brasileiro
- Yolanda, 	valsa
- Zica,  	valsa
- Zizinha, 	polca

## Discografia de Ernesto Nazareth como intérprete
Ernesto Nazareth (piano), Pedro de Alcântara (flautim)
- 1912 - "Odeon" (78-RPM Odeon Record 108.791)
- 1912 - "Favorito" (78-RPM Odeon Record 108.790)
- 1912 - "Linguagem do coração", de Joaquim Callado (78-RPM Odeon 108.789)
- 1912 - "Choro e poesia", de Pedro de Alcântara (78-RPM Odeon 108.788)

Ernesto Nazareth (piano solo)
- 1930 - "Apanhei-te, cavaquinho" (78-RPM Odeon 10.718-a)
- 1930 - "Escovado" (78-RPM Odeon 10.718-b)
- 1930 - "Nenê" (matriz Odeon 3940, considerada "prova má" na época, e só lançada comercialmente em 1986 no LP "Os Pianeiros", FENABB 114)
- 1930 - "Turuna" (matriz Odeon 3942, considerada "prova má" na época, e só lançada comercialmente em 1986 no LP "Os Pianeiros", FENABB 114)

## Tributos

### Livros[10]
- ALMEIDA, Luiz Antônio de. Ernesto Nazareth – Vida e Obra (manuscrito não publicado).
- ANDRADE, Mário de. "Ernesto Nazaré" (1926). LN: Música, doce Música. São Paulo: L. G. MIRANDA, 1934.
- COSTA, HAROLDO. ERNESTO NAZARETH - PIANEIRO DO BRASIL. RIO DE JANEIRO: ND COMUNICAÇÃO. 2005.
- DINIZ, JAIME C. NAZARETH - ESTUDOS ANALÍTICOS. RECIFE: DEPARTAMENTO DE EXTENSÃO CULTURAL E ARTÍSTICA, 1963.
- MACHADO, CACÁ. O ENIGMA DO HOMEM CÉLEBRE: AMBIÇÃO E VOCAÇÃO DE ERNESTO NAZARETH. SÃO PAULO: INSTITUTO MOREIRA SALLES, 2007.
- PEQUENO, MERCEDES REIS (ORG.). 1963. CATÁLOGO DA EXPOSIÇÃO COMEMORATIVA DO CENTENÁRIO DO NASCIMENTO DE ERNESTO NAZARETH (1863-1934). RIO DE JANEIRO: BIBLIOTECA NACIONAL, 1963.
- SIQUEIRA, BAPTISTA. ERNESTO NAZARETH NA MÚSICA BRASILEIRA. RIO DE JANEIRO: EDIÇÃO DO AUTOR, 1967.
- WISNIK, JOSÉ MIGUEL. “MACHADO MAXIXE”. IN: SEM RECEITA – ENSAIOS E CANÇÕES. SÃO PAULO: PUBLIFOLHA, 2004

### [11]
- Carolina Cardoso de Menezes interpreta Ernesto Nazareth (LP 10’’) 1952 Sinter (SLP 1007)

- Ernesto Nazareth (LP 10’’) 1954 Continental (LP-V-2001)

- Jacob Revive Músicas de Ernesto Nazaré (LP 10’’) 1955 RCA Victor (BPL 3001)

- Carolina toca Nazareth (Compacto duplo) 1957 Odeon (BWB 1011)

- A Música de Ernesto Nazareth para Você Dançar (LP 12’’) 1958 Sinter (SLP-1734)

- Ouro Sobre Azul (LP 12’’) 1963 Chantecler (CMG 1017)

- Gotas de Ouro (LP 12’’) 1965Chantecler (CMG-1034)

- Antologia da Música Romântica Brasileira Vol.2 – Nazareth (LP 12’’) 1967 Angel (3CBX 438)

- Ernesto Nazareth (LP 12’’) 1970 RCA Victor (BBL 1523)

- Homenagem a Ernesto Nazareth (LP 12’’) 1973 Continental (SLP 10116)

- Arthur Moreira Lima Interpreta Ernesto Nazareth (Nº 1) (LP 12’’ duplo) 1975 Discos Marcus Pereira (MPA 2009) (also MPA 9311-9312)

- Arthur Moreira Lima Interpreta Ernesto Nazareth Nº 2 (LP 12’’ duplo) 1977 Discos Marcus Pereira (MPA 9364-9365)

- Ernesto Nazareth (LP 12’’) 1978 RGE/Fermata (303.1010)

- Os Pianeiros – Antônio Adolfo Abraça Ernesto Nazareth (LP 12’’) 1981 Artezanal (LPA-005)

- Arthur Moreira Lima Plays Tangos, Waltzes, Polkas of Ernesto Nazareth (LP 12’’) 1983 Pro Arte Digital (PAD 144) Intersound Incorporated

- Obras de Ernesto Nazareth (LP 12’’) 1983 CBS Especial (620.042)

- Arthur Moreira Lima Plays Brazilian Tangos and Waltzes of Ernesto Nazareth (LP 12’’) 1984 Pro Arte Digital (PAD-170)

- Homenagem a Ernesto Nazareth (LP 12’’) 1984 Independente (FJA-110)

- Ernesto Nazareth- Brazilian Piano Music (LP 12’’) 1984 XYMAX Musikproduktions GmbH (29199)

- Recordações de um Sarau Artístico (LP 12’’ triplo) 1984 FENABB (108)

- Maurício de Oliveira Interpreta Ernesto Nazareth ao Violão (LP 12’’) 1985 Promocional, em comemoração dos 50 anos da Fundação Jônice Tristão (LP- G 001)

- Obras de Ernesto Nazareth (Vol.1) (LP 12’’) 1986 Promocional - Main Engenharia S.A. (529.404.343)

- Obras de Ernesto Nazareth (Vol.2) (LP 12’’) 1986 Promocional - Main Engenharia S.A. (529.404.342)

- Ernesto Nazareth Inédito (LP 12’’) 1987 Arsis (992 604-1)

- Piano Music by Ernesto Nazareth (CD) 1987 Music Matters

- Odeon – Músicas de Ernesto Nazareth (LP 12’’) 1989 UFRJ (803.908)

- Ernesto Nazareth – Série Inesquecível- Grandes Compositores (LP 12’’) 1990 RGE (320.6101)

- Tributo a Ernesto Nazareth (CD) 1993 Karmim (KPCD002)

- Nazareth- Grupo Corpo Companhia de Dança (CD) 1993 Independente (GC Nº 001)

- Nazareth - Brazilian Tangos & Waltzes (CD) 1995 GHA (126.028)

- Ernesto Nazareth- Tango Brasileiro (CD) 1995 Victor (PRCD 5158)

- Ernesto Nazareth- Tango Brasileiro, valsa & polca (CD) 1996 Doremi (ACD-1379)

- Sempre Nazareth (CD) 1997 Kuarup (KCD095)

- Tango Brasileiro (CD) 1997 Project Music & Media (230)

- Ernesto Nazareth – Doze Valsas e oito Peças para Piano (CD) 1998 Repertório Rádio MEC No.15 (SOARMEC S015)

- Tango Brasileiro (CD) 1998 Viridiana Productions (VRD 2008)

- Tango Brasileiro! (CD) 1998 Finlandia Records (3984-21447-2)

- Paulo Romário refletindo Ernesto de Nazareth (CD) 1998 Independente (NM 212798)

- Brazilian Delights (CD) 1998 Independente (186334934)

- Tangos Brasileiros (CD) 2001 ORBIS Productions (ORB 2001)

- Confidências (CD) 2002 Independente (sem número)

- O Piano Erudito de Ernesto Nazareth (CD) 2002

- Ernesto Nazareth (1) (Mestres Brasileiros Vol.3) (CD) 2003 Sonhos e Sons (SSCD051)

- Ernesto Nazareth (2) (Mestres Brasileiros Vol.4) (CD) 2003 Sonhos e Sons (SSCD052)

- Anima Brasiliana (CD) 2004 Pan Pot Records (número desconhecido)

- Ernesto Nazareth: Tangos, Waltzes and Polkas (CD) 2005 Naxos (8.557687)

- E. Nazareth- Pieces pour piano/Piano Works (CD) 2005 Solstice (SOCD 224)

- Ernesto Nazareth (CD) 2005 ND Comunicação Ltda. (sem número)

- Ernesto Nazareth – Music for Solo Piano (CD) 2005 Koch Entertainment (KIC-CD-7547)

- Ernesto Nazareth Tangos (CD) 2005 Cambria Master Recordings (CD-1152)

- Odeon – Tango Brasileiro – Frank French Plays the Tangos of Ernesto Júlio de Nazareth (CD) 2005 Independente (AFF 1028)

- Embalada pela Brisa do Rio (CD) 2006 Independente (sem número)

- Ernesto Nazareth 1 (Clássicos do Choro Brasileiro) (CD que acompanha livro de partituras) 2007 Choro Music (CCEN01P)

- Ernesto Nazareth 2 (Clássicos do Choro Brasileiro) (CD que acompanha livro de partituras) 2007 Choro Music (CCEN02P)

- Ernesto Nazareth 3 (Clássicos do Choro Brasileiro) (CD que acompanha livro de partituras) 2008 Choro Music (CCEN03PE)

- Músicas Raras de Ernesto Nazareth (MP3 album) 2009 Choro Music (sem número)

- Luciano Alves Interpreta Ernesto Nazareth (CD) 2009 Biscoito Fino (BF885)

- Ernesto Nazareth - Solo Piano Works (CD) 2009 Quartz Music (QTZ2066)

- Ernesto Nazareth por Ronaldo do Bandolim (CD) 2009 Niterói Discos (117)

- Nazareth (CD) 2009 Biscoito Fino (BC 240)

- Tadeu Borges Interpreta Ernesto Nazareth (CD) 2009 Paulus (010063)

- Odeon - Brazilian Dances by Ernesto Nazareth (CD) 2009 Fleur de Son 57989

- Nazareth (CD) 2010 Biscoito Fino (BF-976)

- Comigo É na Madeira – Obras de Ernesto Nazareth (CD) 2010 Independente (QCCD001)

- Nazareth: fora dos eixos (CD) 2012 Independente (sem número)

- Giovanni Sagaz interpreta Ernesto Nazareth (DVD) 2012 Independente (sem número)

### Diploma Ernesto Nazareth
O Diploma Ernesto Nazareth é uma uma honraria concedida pelo Instituto Cultural Cravo Albin (ICCA) a artistas com representatividade na história da música popular brasileira.